# Childeberto III
Childeberto III, llamado el Justo (678 - 711), rey de los Francos desde 694, a la muerte de su hermano, Clodoveo IV, hasta su fallecimiento el 11 de abril de 711. Su madre era Clotilde de Heristal. 
Tan sólo rey en el título, el poder estaba en las manos de Pipino de Heristal, el mayordomo de palacio. Pero el Liber historiae Francorum le llama «hombre famoso» y «el domnus (=dominus) glorioso de memoria buena Childeberto, el rey justo». En 697 se casó con una mujer llamada Edonne. Con ella tuvo un hijo quien lo sucedería, Dagoberto III. 
Pasó toda su vida en un palacio antiguo en el país de sus antepasados. Tras su muerte, las provincias de Provenza, Aquitania, y Borgoña se volvieron independientes.